# Walter Dexel
Walter Dexel (* 7. února 1890, Mnichov – 8. června 1973, Braunschweig) byl německý malíř a grafik. V letech 1914–1919 studoval Ludwig-Maximilians-Universität München. V roce 1937 byla jeho díla spolu s mnoha dalšími vystavena na výstavě Entartete Kunst v Mnichově.

## Život a dílo

### Vzdělání a rodina
Walter Dexel studoval v letech 1910 až 1914 dějiny umění na univerzitě v Mnichově s Heinrichem Wölfflinem a Fritzem Burgerem. Také navštěvoval školu kreslení Gröber v Mnichově, podnikl studijní cestu do Itálie a maloval – ještě ovlivněn Paulam Cézannem – první obrazy.  Krátce před vypuknutím války se zdržel na studijní cestě do Paříže. V září 1914 se oženil s Grete Dexel (roz. Brauckmann), dceroua pedagoga v Jeně Karla Brauckmanna. Grete Dexel porodila syny Thomase Dexela a Bernhard Dexela v roce 1916 a 1919.

### První světová válka a Výmarská republika
V roce 1916 byl Walter Dexel přijat do válečného archivu v Jeně, kde na univerzitě po promoci u Botha Graefema získal doktorát. V letech 1916 až 1928 byl Dexel kurátorem výstavy Jenaer Kunstverein. Rozšířil Graefovu sbírku Kunstverein, která nakonec zahrnovala mimo jiné také práce autorů jako byli Alexander Archipenko, Alberto Giacometti, Erich Heckel, Paul Klee, Oskar Kokoschka a Emil Nolde. Organizoval večery Dada, výstavy expresionistů, umělců z Bauhausu, realistů a konstruktivistů. V Jeně se seznámil s tehdejším Výmarským Bauhausem a jeho protagonisty. Dne 26. ledna 1924 Paul Klee uspořádal svou „Přednášku v Jeně“ o moderním umění v zámečku princezny, sídle Jenaer Kunstverein.
V roce 1921 Dexel poznal Theo van Doesburga. V této době se Dexel ve své tvorbě obrátil k abstraktně-konstruktivním obrazům. V roce 1923 zorganizoval společně s Willi Baumeisterem a Erichem Buchholzem výstavu konstruktivistů v Jeně. Projekt bytového domu pro rodinu Dexel Ludwiga Miese van der Rohe z roku 1925 nepřesáhl první skicu.
V říjnu 1922 Dexel požadoval nové výstavní prostory pro Kunstverein, částečně proto, že „architektura, interiérový design, umění a řemesla, příkladné průmyslové a řemeslné výrobky“ byly v popředí zájmu a výstavní výstavy byly pouze „částí celku“. Tyto úvahy nakonec vedly k „plánu využití Kunstverein pro vzdělávací účely“, který byl vypracován ve spolupráci s Adolfem Reichweinem, vedoucím představenstva Volkshochschule Jena. Pro Dexela bylo potvrzeno, že „těžiště pozornosti dnes již nepatří k obrazu na zdi, ale k utváření našeho prostředí“. Proto se stále více zaměřoval na výstavy dobré typografie a reklamy, faktického nábytku a užitných předmětů, bydlení a urbanismu. Reklamní práce Dexela založená čistě na typografickém designu – nepochybně nezbytné posilování public relations vzhledem k počtu návštěvníků – se zrodila z finanční těžkosti Kunstvereinu jako svépomoc generálního ředitele.
V roce 1926 se Walter Dexel usadil ve Frankfurtu nad Mohanem, kde pracoval na volné noze. Do roku 1928 navrhoval řadu bannerů, reklamních hodin, neonových nápisů a dokonce i telefonních budek. Ernst May také najal Dexela jako grafika pro projekt Neues Frankfurt. Jeho dílo vyvrcholilo návrhem uspořádání a pravidel městské reklamy (kolem roku 1927). Dexel přenesl svou „obrazovou-imanentní syntaxi“ do funkčních oblastí každodenního městského života. Lze předpokládat, že produkty WMF byly navrženy Dexelovým projektem. V každém případě, po skončení projektu, WMF zaměstnala Dexela jako svého projektanta.
V roce 1927 zastupoval v Kabinett der Abstrakten El Lisického v Hannoveru. V roce 1928 nastoupil do „Ring New Advertising Designer“ Kurta Schwitterse. Od roku 1928 do roku 1935 působil jako profesor užitého umění a kulturní historie na uměleckoprůmyslové škole v Magdeburgu. Dexel z důvodu příliš velkého osobního rizika pro sebe a jeho rodinu opustil malbu, typografii i grafiku.

### Nacionální socialismus
Dne 1. května 1933 Dexel – stejně jako všichni učitelé Magdeburské školy umění a řemesel  – vstoupil do NSDAP. Nicméně ho v roce 1935 propusitli z umělecké a řemeslné školy v Magdeburgu, na základě označení za „zvrhlého umělce“ a „nespolehlivého národního socialisty“. V roce 1937 byly i přes jeho protest odstraněny dvě jeho díla uvedené na výstavě Zvrhlé umění. Od roku 1936 do roku 1942 byl Dexel profesorem teoretického umění a formy na Státní akademii umění v Berlíně-Schönebergu. V roce 1942 byl Dexel pověřen městem Braunschweig, aby vytvořil sbírku historických a moderních užitkových předmětů z obchodu a průmyslu.  Současně učil na „mistrovské škole pro kreativní řemeslo“ v Braunschweigeru (nacistické jméno pro pozdější Vysokou školu výtvarných umění ). Dexel tak v roce 1931 započal svou vlastní sbírkovou a publikační činnost na téma „domácí spotřebiče“. Pracoval na nově založeném Institutu řemesel a průmyslového designu v Braunschweigu a publikoval knížky ve spolupráci s Nadací Ahnenerbe.

### Po druhé světové válce
V roce 1945 byl Dexel propuštěn a v roce 1946 po denacifikačním soudu ospravedlněn. V roce 1953 byla sbírka později známá jako „Formsammlung“ („Sbírka forem“) v bývalé Werkkunstschule v ulici Broitzemer. Dexel tam působil až do svého odchodu do důchodu v roce 1955. Poté přenechal celou svou soukromou sbírku do fondu „Formsammlung“, kterou převzal jeho syn Thomas Dexel. Sbírka byla uložena v Städtisches Museum Löwenwall s celkovým počtem 1600 inventárních čísel. Malá část je vystavena ve stálé expozici muzea. 

## Osvětlení a světelné objekty
Dexel vytvořil ve dvacátých letech v Jeně jako jednu z prvních plynových svítilen pro reklamní účely. Formálně, Dexel vyvinul tyto „trojrozměrné (osvětlené) plakáty“ od jeho malby a komerční umění. 1926 Walter Dexel šel jako nezávislý konzultant pro reklamní design do Frankfurtu nad Mohanem. Hlavním cílem reklamní kampaně, kterou navrhl pro Frankfurt, bylo sjednocení fasád, harmonie mezi reklamou a architekturou. Ve Frankfurtu, Dexel navrhl 1927/28 kromě četných bannerů a reklamních hodin a většího světelného reklamního designu na frontách domu a na střechách. Dále zde byly osvětlené telefonní budky a světelné sloupy pro standardní hodinky. Tímto způsobem Dexel – stejně jako jeho lékárnická reklama, která již byla v roce 1926 praktikována – také vedl kampaň za komplexní zavedení průmyslových symbolů, který v moderní době téměř zanikl. Lékař, porodní asistentka, autoservis, poštovní úřady, telefonní budky a mnoho dalších by měli mít své značky. V obchodní symbolice se z minulosti zachoval preclík pekaře, mosazná miska holiče a kříž pro lékárny.“

## Dopravní značky
V září 1925 Dexel navrhl první světelné směrové znamení pro silniční provoz. Zatímco Dexel experimentoval s barevným designem směrových značek pro Jenu a okolní oblast v roce 1925, navrhl v následujícím roce: „Od začátku byly určité barvy definovány pro určité světové strany kompasu, tj. na sever: bílé písmo na černém pozadí; Jih: bílé psaní na červeném pozadí; Východ: černé psaní na žlutém pozadí; Západ: bílá písmena na modrém pozadí.“ Kromě toho Dexel prosazoval graficky a sémanticky logicky i vizuálně srozumitelnou konstrukci dopravních značek. Dexel učinil výhledové návrhy na strukturování městských silničních sítí: „V rostoucím významu automobilu jako prostředku cestování ve městech by měl být označen jako první: vhodné trasy z předměstí do obchodního centra, za druhé: hlavní silnice po hlavních trasách, které jsou způsobilé pro hlavní dopravní směry (ty by měly být pouze v dopravě). Za druhé, možná v menším měřítku s názvy míst, která jsou místně významnější, a za třetí silnice, které udržují tranzitní dopravu mimo centrum města.“ Pravděpodobně první světelné, barevné skleněné plastiky, které sloužily jako slavnostní dekorace v řadách na trhu v Jeně, navrhl Walter Dexel v roce 1926.

## Výstavy
- Landesmuseum Weimar, 1922
- Städtisches Museum Braunschweig, 1962
- Städtisches Museum, Trier 1965
- Lehmbruck-Museum, Duisburg, 1966
- Städtisches Kunstmuseum Bonn, 1973
- Kunsthalle Bremen 1990/1991, identická s Badischer Kunstverein, Karlsruhe, 1991
- Retrospektiva ke stým narozeninám, Museum für Gestaltung, Berlín, 1991
- Das druckgraphische Werk, Museum Wiesbaden, 2010
- Städtisches Museum Braunschweig, 2014/15

## Spisy
- Spolu s Gretou Dexel: Das Wohnhaus von heute. (= Prometheus-Bücher). Hesse & Becker, Lipsko 1928.
- Unbekanntes Handwerksgut. Gebrauchtgerät in Metall, Glas und Ton. 1935, 2. Auflage, Metzner, Berlín 1942.
- Hausgerät, das nicht veraltet. 1938, 4. Auflage, O.Maier, Ravensburg 1950.
- Deutsches Handwerksgut. Eine Kultur- und Formgeschichte des Hausgeräts. Propyläen, Berlín 1939.
- Holzgerät und Holzform. Ahnenerbe-Stiftung, Berlín-Dahlem 1943.
- Glas. Werkstoff und Form. O. Maier, Ravensburg 1950.
- Das Goethehaus in Weimar. Franz Schneekluth, Darmstadt 1956.
- Keramik. Stoff und Form. Klinkhardt & Biermann, Braunschweig, Berlín 1958.
- Das Hausgerät Mitteleuropas. Wesen und Wandel der Formen in zwei Jahrtausenden. Deutschland, Holland, Österreich, Schweiz. 1962, 2. vydání, Klinkhardt & Biermann, Braunschweig, Berlín 1973, ISBN 3-7814-0182-0.
- Der Bauhausstil: ein Mythos. Texte 1921–1965. Se čtyřmi esejemi od Grety Dexel. Vydal a okomentoval Walter Vitt. Keller, Starnberg 1976, ISBN 3-7808-0113-2; Reprint Steinmeier, Nördlingen 2000, ISBN 3-927496-71-5.